# The Battle of Bull Run
The Battle of Bull Run er en amerikansk stumfilm fra 1913 af Francis Ford.

## Medvirkende
- William Clifford som Sørstatene
- Victoria Forde som May
- Grace Cunard som Grace Myers
- Ray Myers som Harry Myers
- Francis Ford som Abraham Lincoln